# Gelis mutillatus
Gelis mutillatus là một loài tò vò trong họ Ichneumonidae.